# Nus de cordó de sabata

Nus quadrat o de cordó de sabata.

El nus de cordó de sabata és un nus quadrat que és utilitzat comunament per a lligar-se els cordons de les sabates. També s'usa com a nus de corbata de llaç.
El nus de cordó de sabata va ser pensat per a un alliberament ràpid i es deslliga fàcilment quan es tira per qualsevol dels extrems. Durant el lligament del nus, com més amplis són els llaços, més curt és l'extrem del final. El nus de cordó de sabata és un doble nus de rínxol o nus quadrat, l'original nus quadrat és més difícil de desfer que les variants mal confeccionades com són el nus de l'àvia i el nus de lladres. El nus de cordó de sabata difereix del nus de rínxol perquè té els extrems cap enrere al llarg del nus, la qual cosa crea els llaços que permeten que el nus sigui deslligat amb facilitat.
Tots dos llaços de vegades són dits «orelles de conill», especialment quan el nus s'ensenya als infants.

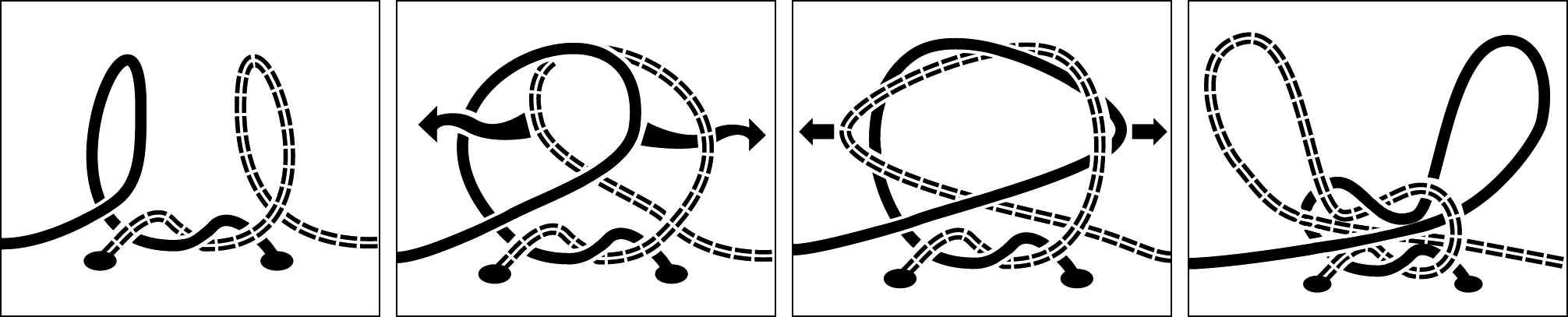
Com lligar cordons de les sabates utilitzant un nus de quadrat

## Variant del nus quadrat més segura, que mai no es deslliga
- Nus doble[1]

## Variants del nus quadrat mal confeccionades: nus de l'àvia i nus de lladres

Nus quadrat
Nus de l'àvia
Nus de lladres